# Memorial (societate)
Memorial (în rusă Мемориа́л) este o societate rusă de drepturi istorice și civile care operează într-o serie de state postsovietice. Se concentrează pe înregistrarea și publicarea trecutului totalitar al Uniunii Sovietice, dar și pe monitorizarea drepturilor omului în Rusia și în alte state postsovietice. Organizația a primit premiul Nobel pentru pace în 2022.